# 上籠勝仁
上籠 勝仁（うえごもり かつひと、1967年3月6日 - ）は、日本中央競馬会 (JRA) 栗東トレーニングセンターに所属する調教助手で元騎手。滋賀県出身。

## 来歴
1982年に競馬学校騎手課程第一期生として入学。同期には柴田善臣、石橋守などがいる。1985年に騎手免許取得し、栗東星川薫厩舎所属としてデビュー。初騎乗は同年3月2日阪神競馬第12競走でアストリアシチー（9頭中2着）、初勝利は6月16日中京競馬第4競走でドドリヤスであった。
騎手時代は長く師匠の星川厩舎所属として同厩舎の管理馬を中心に騎乗した。特に1995年のシンザン記念を勝ったメイショウテゾロとのコンビが有名（厩務員が上籠の実父だった）で、同年のマイルチャンピオンシップでは16番人気ながらトロットサンダーの2着となり高配当の立役者となった。引退直前は山内研二厩舎所属となっていた。
2002年に騎手から引退し、山内厩舎の調教助手へ転身した。騎手成績は2,239戦118勝で、そのうち重賞は1勝、障害競走は2勝。

## 主な騎乗馬
- メイショウテゾロ （1995年シンザン記念、マイルチャンピオンシップ2着）
- ユキミザケ
- サクセスリー

## 関連人物
- 星川薫 （元調教師、デビュー時から所属した師匠）
- 本田優 （調教師、元騎手で兄弟子）
- 山内研二 （調教師、現在の所属厩舎）